# Hendrik van de Leck
Hendrik van de(r) Leck(e) (Henrick van der Lecke) (1354 - † voor 8 augustus 1428), ridder 1381, heer van Heeswijk, Dinther, Gestel en Schijndel, was een zoon van Jan II van Polanen (ca. 1325 – Breda, 3 november 1378), heer van der Lecke en Breda, uit diens tweede huwelijk (20 november 1353) met Machteld van Rotselaer (van Brabant) (~1324 - 12 augustus 1366), Vrouwe van Rotselaer. Machteld was een natuurlijke dochter van hertog Jan III 'de Triomfator' van Brabant (1295-1355).

## Regent te Breda
Van 1394 tot 1403 trad Hendrik op als heer van Breda, als voogd (momboir) namens zijn nichtje Johanna van Polanen, erfdochter uit het tweede huwelijk van Jan III van Polanen (?1350-1394) met Odilia van Salm (1370-1428). Na het huwelijk van Johanna met Engelbrecht I van Nassau-Siegen werd haar oom Hendrik in 1405 heer van Kasteel Heeswijk.

## Wapen
Het Wapen van de Leck is gelijk aan dat van het geslacht Van Polanen, met drie zwarte ‘wassenaars’ (halve manen). De naam Van Polanen was echter voorbehouden aan de erfopvolger te Breda. Een zoon uit het eerste huwelijk, Jan III van Polanen (1340–10 augustus 1394), volgde zijn vader op als heer van Breda, van Polanen en de Lek.

## Loopbaan
Ridder Hendrik van de Leck was raadsheer tussen 1393 en 1428, onder meer had hij zitting in de hofraad van Jacoba van Beieren (1418). Hij was schout van ’s-Hertogenbosch (1388-1391), werd in 1399 poorter van Brussel, was drossaard van Brabant (1403-1404), en ten slotte hofmeester te Brussel bij Filips de Goede, hertog van Bourgondië (1421-1427).

## Heer van Heeswijk
Tot omstreeks 1359 was Heeswijk-Dinther een vrije heerlijkheid, waarna het aan de hertog van Brabant kwam.  Willem van der Aa, eigenaar sinds 1387, droeg het kasteel op aan hertogin Johanna van Brabant (1322-1406), en kreeg het van haar in leen terug. In 1405 werd Hendrik van der Leck heer van het kasteel Heeswijk. Hij liet het kasteel in 1417 afbouwen, met een sterke voorburcht met  hoektorens en een kapel erin.

## Heer van Gestel
Na zijn periode te 's-Hertogenbosch kreeg Hendrik aanzienlijke bezittingen in de Meierij. Hertogin Johanna, biologisch een tante van Hendrik, stond bij hem in de schuld. Ze gaf hem daarvoor twee complete dorpen, de heerlijkheden Gestel (1391) en Schijndel (1398), als onderpand. Hendriks landgoederen en die van zijn dochter Johanna strekten zich uiteindelijk uit van Heeswijk en Dinther naar Moergestel en tot aan Asten.

In 1384 werd Jan III van Polanen, heer van Breda, bezitter van de heerlijkheid Gestel. Na Jans dood (in 1394) kwam zij aan zijn halfbroer Hendrik van der Leck. In 1428 stierf Hendrik en werd zijn dochter Johanna van der Leck de erfvrouwe. Tot 1460 was Johanna van der Leck, vrouwe van Heeswijk, Dinther en Asten, ook vrouwe van Gestel.In 1461 stierf zij en kwam de heerlijkheid aan Pieter van Vertaing, die ook heer was van Asten, en gehuwd was met Margaretha van Culemborg, die na de dood van Pieter het bewind voerde.

## Huwelijken  en kinderen
Hendrik van de Leck was gehuwd met: 
1. Jeanne de Ghistelles (Johanna van Gistel)
2. Aleid van Stalle, vrouwe van Rivieren en Stalle, weduwe van Arnold van Diest (Arnoud Thomas Arnoud ridder van Diest), circa 1345-1410, zoon van Thomas, heer van Diest, en Maria van Gistel.

Uit het eerste huwelijk kreeg Hendrik twee dochters:
1. Johanna (Jenne) van der Lecke, vrouwe van Heeswijk, Dinter en Moergestel, geboren rond 1400, overleden 1471. Johanna van der Leck trouwde rond 1420 met Jan IV van Hoogstraten, heer van Hoogstraten en Asten (1360-1442).[6] Uit dit huwelijk zijn geen kinderen bekend.
2. Elsbena (Elsebeen, Elselina) van der Lecke, overleed in 1484 als weduwe van de Kamerijkse edelman Eustache de Bousies (Bousiez), heer van Vertaing enz., met wie zij in 1446 was gehuwd.[7]

-- Hun zoon Eustachius de Bousies, ridder, werd heer van Vertaing
-- Hun zoon Pieter van Vertaing (jonker Peter van Veertheyn), geboren rond 1435, was in 1471 de algehele erfgenaam van zijn tante Johanna.
- Johanna's echtgenoot Jan IV van Hoogstraten  was van 1371-1380 heer van de heerlijkheid Asten, die hij in 1380 verkocht. In 1432 kocht Johanna van der Leck haar terug, maar droeg haar over aan Gerard Gerardsz. van der Aa, die er tot 1457 zetelde. Diens zoons verkochten haar in dat jaar aan Johanna van der Leck. Van dan af tot haar dood in 1471 was Johanna vrouwe van Heeswijk en Dinther, Moergestel en Asten. Zij vermaakte Asten en haar andere bezittingen in de Meierij aan haar neef Pieter van Vertaing, die tot 1476 eigenaar van Asten was.[8]

## Verdere bezittingen
Hendrik van de Leck bezat ook heerlijke rechten in de hoge heerlijkheid van Oosterhout en het aldaar gelegen goed van Strijen. Deze bezittingen waren vanaf 1321 in fasen verworven door Willem van Duivenvoorde. Behalve Willem en zijn nakomelingen hadden ook de heer van Breda, Hadewych van Strijen en haar nageslacht, en de Johannieters er rechten. Na Hendriks overlijden kwamen Oosterhout en Strijen de facto in handen van Johanna van Polanen en haar man Engelbrecht I van Nassau-Siegen.